# イーホル・ベザイ
イホール・ヴォロディミロヴィチ・ベザイ（ウクライナ語: Ігор Володимирович Бедзай、1972年7月20日 - 2022年5月7日）は、ウクライナ海軍の将校、パイロット。ウクライナ英雄。
2022年ロシアのウクライナ侵攻中にロシア軍に乗機を撃墜されて戦死した。ウクライナ海軍航空隊副司令官を務めていた。
2014年のロシアのクリミア併合時に第10海軍航空旅団長として、旅団のサーキ飛行場からの撤退を指揮した。

## 記念
2022年6月24日、ウォロディミル・ゼレンスキー大統領より、「ウクライナの独立と領土の防衛中に示したウクライナの英雄イホール・ベザイ大佐の勇気と英雄的行為、不屈の精神を永遠に記憶するため、また、ウクライナ海軍航空隊第10海軍航空旅団の隊員による任務の模範的遂行を考慮し、今後、旅団はウクライナ英雄イホール・ベザイ大佐にちなんで「ウクライナ英雄イーホル・ベザイ名称第10海軍航空旅団」と命名する」と布告された。

## 勲章
- ウクライナ英雄 金星勲章 (2022年5月11日、死後追贈)[3]
- ボフダン・フメリニツキー勲章(3等)(2014年8月21日)[4]
- ウクライナへの軍事貢献に対する勲章（英語版）(2004年2月19日)[5]
- 非の打ちどころのない奉仕に対する勲章（英語版） (3等) (2011年7月1日)[6]